# Schismatothele
Schismatothele is een geslacht van spinnen uit de familie vogelspinnen (Theraphosidae).

## Soorten
De volgende soorten zijn bij het geslacht ingedeeld:
- Schismatothele benedettii Panzera, Perdomo & Pérez-Miles, 2011
- Schismatothele lineata Karsch, 1879